# Ocularia juheli
Ocularia juheli är en skalbaggsart som beskrevs av Teocchi, Jiroux, Sudre, Jiroux och Henri L. Sudre 2004. Ocularia juheli ingår i släktet Ocularia och familjen långhorningar. Inga underarter finns listade i Catalogue of Life.